# Collin Samuel
Collin Samuel (Manzanilla, 27 agosto 1981) è un ex calciatore trinidadiano, di ruolo attaccante.

## Carriera
Samuel esordì nella Nazionale trinidadiana contro un team di Tobago l'8 dicembre 2001 segnando una tripletta. Segnò poi un'altra tripletta contro la Grenada, l'11 gennaio 2002, in un'amichevole di preparazione verso la Gold Cup 2002, questo sarà il suo primo gettone internazionale per Trinidad e Tobago. Collin Samuel ha fatto parte dei 18 giocatori selezionati per la Gold Cup 2002, e la Coppa del Mondo 2006 in Germania. Samuel era anche un membro della squadra Under-20 di Trinidad e Tobago nel 2001. L'11 luglio 2003 firmò per il Dundee United in un accordo del valore di £ 100 000.

## Palmarès

### Club

#### Competizioni nazionali
- Coppa di Lega di Trinidad e Tobago: 1

San Juan Jabloteh: 2000